# Think Of You
"Think Of You" é uma canção da cantora dinamarquesa de eurodance Whigfield, que foi lançada em 1995 como terceiro single da artista e de seu primeiro álbum, Whigfield. A canção conseguiu replicar o mesmo sucesso dos dois singles anteriormente lançados, conseguindo rapidamente atigir o top 20 na Dinamarca, Escócia, Espanha, Finlândia, Islândia, Irlanda, Itália, Holanda, Noruega e Suíça, além de ficar na posição de número 7 no Reino Unido.

## Lista de Faixas

#### CD single
1. "Think of You" (eadio edit) — 4:15
2. "Think of You" (extended version) — 5:20

## Remix
Em 2007, Whigfield lançou seu primeiro single em três anos, um relançamento de "Think Of You" (do original de 1995), que foi retrabalhado e atualizado com novos sons. O single estava disponível em dois formatos, "Think Of You" (Banana Mixes) e "Think of You" (Pineapple Mixes). No entanto, na Itália, os dois formatos estão todos em um lançamento.
Pineapple mixes
1. "Think of You" (Gabry Ponte remix) — 5:55
2. "Think of You" (Gabry Ponte remix instrumental) — 6:01
3. "Think of You" (Gabry Ponte remix radio edit) — 2:55
4. "Think of You" (original album mix) — 3:34
5. "Think of You" (Mathieu Bouthier & Muttonheads remix) — 5:16
6. "Think of You" (Mathieu Bouthier & Muttonheads remix instrumental) — 5:41
7. "Think of You" (Mathieu Bouthier & Muttonheads remix radio edit) — 3:23

Banana mixes
1. "Think of You" (SunLoverz big room remix) — 6:04
2. "Think of You" (SunLoverz big room remix instrumental) — 6:04
3. "Think of You" (SunLoverz big room remix radio edit) — 3:13
4. "Think of You" (F&A factor remix extended) — 6:14
5. "Think of You" (F&A factor remix instrumental radio) — 2:59
6. "Think of You" (F&A factor remix radio edit) — 2:59
7. "Think of You" (Yan vs. Favretto remix) — 5:50
8. "Think of You" (Yan vs. Favretto remix instrumental) — 5:50

## Desempenho nas paradas musicais
| Parada musical (1995)                      | Melhor posição |
| ------------------------------------------ | -------------- |
| Bélgica - (Ultratop 50 Flanders)           | 12             |
| Canadá - (RPM - Dance/Urban)               | 2              |
| Dinamarca - (IFPI)                         | 4              |
| Escócia - (Official Charts Company)        | 4              |
| União Europeia - (Eurochart Hot 100)       | 4              |
| Finlândia - (Suomen virallinen lista)      | 11             |
| França - (SNEP)                            | 25             |
| Alemanha - (Official German Charts)        | 25             |
| Irlanda - (IRMA)                           | 4              |
| Itália - (Musica e dischi)                 | 4              |
| Países Baixos - (Dutch Top 40)             | 7              |
| Espanha - (AFYVE)                          | 3              |
| Suíça - (Schweizer Hitparade)              | 11             |
| Reino Unido - (The Official Chart Company) | 3              |